# Pré-célula
Os termos pré-célula (também “precélula”), proto-célula (protocélula), etc. são frequentemente usado para designar entidades ancestrais hipotéticas que precedem as células completas.  Os significados desses termos variam de acordo com as diferentes hipóteses para a evolução inicial da vida e, consequentemente, com as publicações correspondentes.
Existem diferentes hipóteses que tentam explicar a origem dos três domínios da vida (Woese et al. 1990) de um Último ancestral comum universal (LUCA).  A natureza dessa entidade ancestral continua sendo um grande assunto de discussão.
Sob a hipótese do mundo do RNA (cenário de replicação primeiro), sobre uma fase pré-celular e celular inicial, os primeiros sistemas biológicos auto-replicantes foram baseados em RNA catalítico evoluindo estágio por estágio até uma célula ancestral quase completa, o último ancestral comum universal (LUCA) de onde os três domínios da vida emergiram.
Esta célula ancestral (às vezes também chamada de pré-célula ou protocélula), uma estrutura hipotética baseada em lipídios, poderia ter confinado RNA em tempos antigos.  Esta estrutura permitiu que o RNA permanecesse em estreita proximidade com outras moléculas de RNA, mantendo-as concentradas e permitindo uma taxa de reação aumentada de enzimas.  Essa célula teria tido membranas semipermeáveis, permitindo que apenas certas moléculas passassem.  Essas estruturas fechadas podem ter facilitado a seleção natural em moléculas de RNA.
Sob a teoria pré-celular (Kandler 1994ff), baseado na hipótese do mundo Ferro-Enxofre (cenário metabolismo-primeiro), o metabolismo primordial levou à diversificação inicial da vida por meio da evolução de uma população de pré-células multifenotípica, definida por Kandler como entidades metabolizadoras e replicantes livres que exibem muitas das propriedades básicas de uma célula, mas nenhuma membrana citoplasmática adequada e nenhum cromossomo estável, permitindo assim a troca mútua frequente de informações genéticas.

Diversificação inicial da vida com a teoria pré-celular de Kandler (Kandler 1998, p. 22)

Dessa população pré-celular surgem os três grupos fundadores A, B e C, e a partir deles, as células precursoras (aqui denominadas protocélulas) emergido sucessivamente os três domínios da vida, levando primeiro ao domínio Bacteria, depois ao domínio Archea e finalmente ao domínio Eukarya.
Assim, sob esse cenário, não havia uma “primeira célula” ancestral quase completa ou estágio celular.  Em vez disso, os três domínios se originaram de uma população de pré-células em evolução.  O surgimento de células foi um processo de sucessivas melhorias evolutivas, para as quais Kandler introduziu o termo celularização.
Um esquema do cenário pré-célula é apresentado na figura ao lado, onde as melhorias evolutivas essenciais são indicadas por números:
"(1) Formação redutiva de compostos orgânicos de CO ou CO2 por química coordenativa de Fe-enxofre; (2) aproveitamento de várias fontes de energia redox e formação de enzimas e modelos primitivos; (3) elementos de um aparelho de transcrição e tradução e associações livres; (4) formação de pré-células; (5) genomas circulares ou lineares estabilizados; (6) membranas citoplasmáticas; (7) paredes celulares rígidas de mureína; (8) várias paredes celulares rígidas não mureínicas; (9) envelope celular glicoproteínico ou glicocálice; (10) citoesqueleto; (11) cromossomos complexos e membrana nuclear; (12) organelas celulares via endossimbiose".: 22 
Este cenário pode explicar a distribuição quase aleatória de características evolutivamente importantes entre os três domínios e, ao mesmo tempo, a existência das características bioquímicas mais básicas (código genético, conjunto de aminoácidos protéicos, etc.) em todos os três domínios (unidade da vida), bem como a estreita relação entre as Archaea e o Eucarya. 
A teoria pré-celular de Kandler é apoiada por Wächtershäuser.  De acordo com Wächtershäuser, pré-células tinham uma membrana composto de moléculas lipídicas de enantiômeros mistos.  À medida que a seleção natural prosseguia, as pré-células podem ter desenvolvido membranas lipídicas estereoespecíficas através da fissão e fusão frequentes de pré-células racêmicas.
Para mais teorias sobre a evolução das células, veja o artigo principal história evolutiva da vida (exemplos no capítulo “Primeira replicação: mundo de RNA”).